# Börje Tapper
Börje Tapper (19. května 1922, Malmö - 8. dubna 1981, Malmö) byl švédský fotbalista, útočník. Jeho synem je bývalý švédský fotbalový reprezentant Staffan Tapper.

## Fotbalová kariéra
Ve švédské lize hrál za Malmö FF, nastoupil ve 220 ligových utkáních a dal 42 gólů. S týmem vyhrál čtyřikrát švédskou fotbalovou ligu a třikrát švédský fotbalový pohár. Na závěr kariéry přestoupil do italské Serie A do týmu Janov CFC, za který nastoupil v 7 ligových utkáních a dal 2 góly. Za reprezentaci Švédska nastoupil v letech 1945–1948 ve 4 utkáních a dal 7 gólů. Byl členem švédské reprezentace na Mistrovství světa ve fotbale 1950, získal s týmem bronzové medaile za třetí místo, ale v utkání nenastoupil.

## Ligová bilance
| Ročník                    | Zápasy | Góly | Klub      |
| ------------------------- | ------ | ---- | --------- |
| 1. švédská liga 1939/1940 | 1      | 0    | Malmö FF  |
| 1. švédská liga 1940/1941 | 3      | 0    | Malmö FF  |
| 1. švédská liga 1941/1942 | 21     | 3    | Malmö FF  |
| 1. švédská liga 1942/1943 | 22     | 9    | Malmö FF  |
| 1. švédská liga 1943/1944 | 22     | 11   | Malmö FF  |
| 1. švédská liga 1944/1945 | 22     | 11   | Malmö FF  |
| 1. švédská liga 1945/1946 | 20     | 10   | Malmö FF  |
| 1. švédská liga 1946/1947 | 20     | 5    | Malmö FF  |
| 1. švédská liga 1947/1948 | 20     | 11   | Malmö FF  |
| 1. švédská liga 1948/1949 | 20     | 18   | Malmö FF  |
| 1. švédská liga 1949/1950 | 16     | 11   | Malmö FF  |
| 1. švédská liga 1950/1951 | 4      | 2    | Malmö FF  |
| Serie A 1950/1951         | 7      | 2    | Janov CFC |
| CELKEM 1. švédská liga    | 190    | 91   |           |
| CELKEM Serie A            | 7      | 2    |           |